# Alan Lewis
 David Alan Lewis, né le 1er juin 1964 à Cork, est un joueur de cricket international et arbitre international irlandais de rugby à XV. Batteur, il dispute en tout 121 matchs avec l'équipe d'Irlande de cricket entre 1984 et 1997 et en est capitaine à 35 reprises. Il est arbitre principal au cours de deux éditions de la Coupe du monde de rugby à XV, en 2003 et en 2007 et de la finale de la Coupe d'Europe 2006-2007. Il arrête d'officier en 2011. Il est directeur d'une société d'assurance.

## Carrière d'arbitre
Il a commencé sa carrière d'arbitre de rugby à XV en 1989 alors qu'il jouait encore au cricket à haut niveau. Une blessure survenue en 1997 l'a contraint à se consacrer à l'arbitrage.
Il a arbitré son premier match international le 4 mai 1994, il s'agissait d'un match opposant l'Allemagne à la  Russie.
Alan Lewis a arbitré notamment lors de deux Coupes du monde (2003 et 2007), ainsi que lors du Tournoi des Six Nations et du Tri-nations.

## Palmarès d'arbitre
- 45 matchs internationaux